# Vrana-tó
A Vrana-tó (horvátul: Vransko jezero) egy tó és kriptodepresszió Horvátországban, a Kvarner-öbölben, Cres szigetének középső részén.

## Leírása
A tó Cres – amúgy vízszegény – szigetén található, egy hatalmas természetes víztározó, amely több mint 200 millió m³ édesvizet tartalmaz. A tó mérete évről évre jelentősen változhat a vízszinttől függően. A vízszint magassága több méterrel emelkedhet vagy süllyedhet, és mivel a tó északi és déli széle sekély, ezért a vízszintkülönbség a hosszúságát több száz méterrel növelheti vagy csökkentheti.
A tó egy kriptodepresszió, amelynek mélysége körülbelül 74,5 m, az átlagos vízszint pedig a tengerszint felett körülbelül 13 méteres magasságban van, így a tófenék legmélyebb része körülbelül 61,5 méterrel fekszik a tengerszint alatt.
A tó vize ma Cres és Lošinj szigetének vízellátására szolgál. Vize különösen tiszta (oligotróf), szinte nincs benne baktérium, ezért a tó vizét szűrés nélkül veszik igénybe vízellátásra. A vízvezetékek a megépítésük után 15 évvel is teljesen tiszták voltak, ami szintén a víz teljes tisztaságáról tanúskodik. Ezen a területen nincsenek nagyobb települések, nincs ipar, szennyvíz és áradás sem érinti közvetlenül a tavat. A beömlő víz átfolyik a parti kavicson, és így átszűrődik. Ennek következménye a víz kivételes átlátszósága, amely 10 és 24 m között mozog, ezért a Vrana-tó a legátláthatóbb édesvíz Horvátországban.
A Vrana-tó autochton (a. m. a keletkezési helyén maradt képződmény). A hidrológiai számítások szerint évente mintegy 21 millió m³ víz folyik a tóba, ugyanakkor körülbelül 18 millió m³ folyik a föld alatt. A tó vizének éves párolgása (8,3 millió m³) körülbelül 3 millió m³-rel magasabb, mint az év folyamán közvetlenül a tó felszínére hulló teljes esőmennyiség (5,5 millió m³). Ez fenntartja az egyensúlyt a tóban, és a víz fokozatosan, de folyamatosan cserélődik. A víz hőmérséklete a levegő hőmérsékletétől függ, 2,9 °C (február) és 25,2 °C (július) között mozog.

## A tó legendája
A Vrana-tóhoz különböző legendák kapcsolódnak, melyek annak eredetéről, illetve a körülötte lévő barlangokban élő lényekről mesélnek. Az ősi hiedelmek szerint e barlangok leggyakoribb lakói a tündérek.
A Vrana-tó eredetének legendája úgy mondja, hogy valaha egy nagy mező volt itt, mely két Gavanka nővér tulajdona volt. Az egyik nővér gazdag és fukar volt, a másik pedig szegény. A gazdag nővér megerősödött, elkezdte elragadni a másik tulajdonát, és kegyetlenül bánt vele. Emiatt elérte Isten büntetése, földrengés és áradás sújtotta. Vára elpusztult és elsüllyedt és a történet szerint romja ma is látható mélyen a tó fenekén, néha, vihar idején harangszót is lehet hallani a mélyből.

## Fordítás
Ez a szócikk részben vagy egészben  a   Vransko jezero (Cres) című horvát Wikipédia-szócikk fordításán alapul.  Az eredeti cikk szerkesztőit annak laptörténete sorolja fel. Ez a jelzés csupán a megfogalmazás eredetét és a szerzői jogokat jelzi, nem szolgál a cikkben szereplő információk forrásmegjelöléseként.